# Francesca Zanni
Francesca Romana Zanni (Roma, 22 maggio 1968) è un'attrice, drammaturga e regista italiana.

## Biografia
Dopo aver conseguito la maturità classica, studia teatro al Teatro Mario Riva di Roma e analisi del testo e analisi dei film con D. De Fazio (Actor's Studio), collaborando in seguito alla regia di diversi spettacoli teatrali nonché cinematografici. Inoltre si è impegnata nella scrittura di testi per trasmissioni radiofoniche e televisive. Partecipa al Workshop di Development Skills con Stephen Cleary.
Dal 1996 al 2003 fa parte del duo comico Gretel & Gretel con Michela Andreozzi. Insieme, hanno partecipato a spettacoli televisivi quali Bigodini, Zelig - Facciamo Cabaret e La posta del cuore.
Nel 1999 prende parte al programma televisivo Telenauta '69, ideato e condotto dal duo Lillo e Greg e andato in onda per cinque puntate nel maggio del 2000 su Italia 1. Dal 2005 al 2007 ha condotto il programma Play Watch sull'emittente radiofonica Play Radio insieme a Fabio Canino fino alla chiusura della stessa radio causa l'acquisto della stessa da parte della Virgin Records. Nell'estate 2010 conduce Nessuno è perfetto nei pomeriggi del weekend di Radio 2. Dall'autunno 2010 al settembre 2013 ha condotto con Max Giusti Radio 2 SuperMax, su Radio 2.
È principalmente autrice, sceneggiatrice e regista teatrale.

## Teatro

### Attrice
- (1994) Il diavolo a quattro
- (1995) Beauty center di Camillo Sanguedolce
- (1995) Il pelo bianco di Shirin Sabet
- (1997) Cantando sotto la pioggia (musical) di Saverio Marconi
- (1998) Festival della Comicità di Grottammare
- (1999) (2000) Dov'è Finito Hansel di G&G
- (2000) (2001) Oltre i Bigodini di G&G
- (2003) Tribù scritto e diretto da Duccio Camerini

### Autrice e regista
- (2000) Scrive e dirige Tango, un testo sui figli dei desaparecidos argentini, con musiche originali di Daniele Silvestri. Patrocinato da Amnesty International, Ambasciata della Repubblica Argentina, Comune di Roma, Abuelas de Plaza de Mayo. Con Crescenza Guarnieri e Rolando Ravello.
- (2001) Dirige Il mistero dell'assassino misterioso di e con Lillo & Greg (Debutto all'Ambra Jovinelli di Roma)
- (2003) Dirige Rwanda: cronache di un massacro evitabile di Daniele Scaglione con Paolo Vergnani (Debutto all'Arena del Sole di Bologna)
- (2004) Scrive e dirige La carezza di Dio con Paolo De Vita.
- (2009) Scrive e dirige L'ultima notte di pace.
- (2013) Debutta a New York come drammaturga con il suo testo You can't always get what you want, primo capitolo della trilogia “Little italian stories”: racconti e musica a cavallo tra Italia e Stati Uniti. Lo spettacolo è in scena successivamente in Italia, con il titolo Io & Mick.
- (2014) Scrive e dirige Poetry/Poesia un progetto di teatro-poesia-canzone. Con Neri Marcorè.
- (2015) Scrive e dirige Tutti i miei cari, sulla vita e le opere di Anne Sexton. Con Crescenza Guarnieri.
- (2016) Debutta a teatro Sentieri, secondo capitolo della trilogia “Little italian stories”, di cui è autrice, regista e interprete
- (2017) Adatta - sulla traduzione originale di Valerio Piccolo - il testo di Ljudmila Razumovskaja Cara professoressa.
- (2018) Scrive e dirige Cinque donne del Sud, con Beatrice Fazi

### Aiuto regia
- (1997) Le faremo tanto male di Pino Quartullo
- (1998) A Perdere regia di Duccio Camerini - Anche coautrice.
- (1998) Parte del gioco scritto e diretto da Giorgio Crisafi (vincitore del Festival Nazionale del Monodramma di Montecastello di Vibio)
- (1998) Sciacalli scritto e diretto da Duccio Camerini (debutto al Todi Festival)
- (1999) Sogno di una notte di mezza estate di William Shakespeare, regia di Duccio Camerini - Con Arturo Brachetti. Anche traduzione e adattamento.
- (1999) Privacy scritto e diretto da Duccio Camerini
- (1999) Tre sorelle di Anton Čechov adattato e diretto da Duccio Camerini. Con Amanda Sandrelli, Chiara Noschese, Mariangela D'abbraccio.
- (1999) Dramma della gelosia di Age, Scarpelli, Scola. Adattato e diretto da Gigi Proietti.

## Televisione

### Attrice
- Domenica in (Rai 1, 1987-1989)
- Laboratorio 5 (Canale 5, 1998)
- La posta del cuore (Rai 2, 1998-1999)
- Gratis (Rai 1, 1999)
- Facciamo cabaret (Italia 1, 1999)
- Crazy Camera (TMC, 2000)
- Bigodini (Italia 1, 2000)
- Telenauta '69 (Italia 1, 2000)
- Telerentola (La7, 2001)
- Zelig (Italia 1, 2001)
- Quelli che il calcio (Rai 2, 2001-2002)
- Cominciamo bene (Rai 2, 2002
- Casa Laurito (Stream TV, 2002)
- Due sul divano (La7, 2004-2005)
- The soup (Sky vivo, conduttrice, 2006)

## Cinema, fiction

### Sceneggiatrice e regista
- (2008) Partecipa al progetto delle Nazioni Unite “All Human Rights for All” scrivendo la sceneggiatura e collaborando alla regia (di Daniele Cini) del corto La sirena, per il film collettivo sui 50 anni della Dichiarazione dei Diritti dell’Uomo.
- (2010) Al “Roma Fiction Fest” presenta Donne in panchina, una sitcom sulle mamme d’oggi, scritto insieme a Piero Bodrato e da lei diretto. Con Paola Minaccioni, Anna Ferzetti, Michela Andreozzi, Lillo Petrolo.
- (2016) Sceneggiatrice per la serie Matrimoni e altre follie (Canale 5) con Nancy Brilli, Massimo Ghini, Chiara Francini, Simone Montedoro, Giulio Berruti.

## Radio
- Www punto G (RDS, 2001-2002)
- Del nostro meglio (Radio 2, 2002-2003)
- La notte dei misteri (Radio 1, 2003)
- Playwatch (Play Radio, 2005-2007)
- Nessuno è perfetto (Radio 2, 2010)
- Radio2 SuperMax (Radio 2, 2010 - 2013)

## Regia videoclip
- (2014) Scrive e dirige il videoclip di Ordine, dall'album "Poetry" di Valerio Piccolo, con protagonisti Lucia Ocone, Ignazio Oliva, Antonella Attili, Jacopo Olmo Antinori, Arcangelo Iannace.
- (2016) Scrive e dirige il videoclip di Key to the kingdom, dall'album "Poetry Notes" di Valerio Piccolo, uscito negli Stati Uniti.
- (2018) Scrive e dirige il videoclip di “Adam” dall'album "Adam and the animals” di Valerio Piccolo.